# Mario Basler
Mario Basler (Neustadt, 18 de dezembro de 1968) é um ex-futebolista alemão que atuava como ponta-direita. Também trabalhou como treinador.
Quando jogador, era especialista em bolas paradas; marcou vários gols em cobranças de falta e ainda fez dois gols olímpicos. Com a Seleção Alemã, disputou a Copa do Mundo FIFA de 1994[carece de fontes?] e fez parte do grupo que conquistou a Euro 1996.

## Títulos
Werder Bremen
- Copa da Alemanha: 1993–94
- Supercopa da Alemanha: 1993 e 1994

Bayern de Munique
- Bundesliga: 1996–97 e 1998–99
- Copa da Alemanha: 1997–98
- Copa da Liga Alemã: 1997, 1998 e 1999

Seleção Alemã
- Eurocopa: 1996

### Prêmios individuais
- Artilheiro da Bundesliga: 1994–95